# 不二家横浜センター店

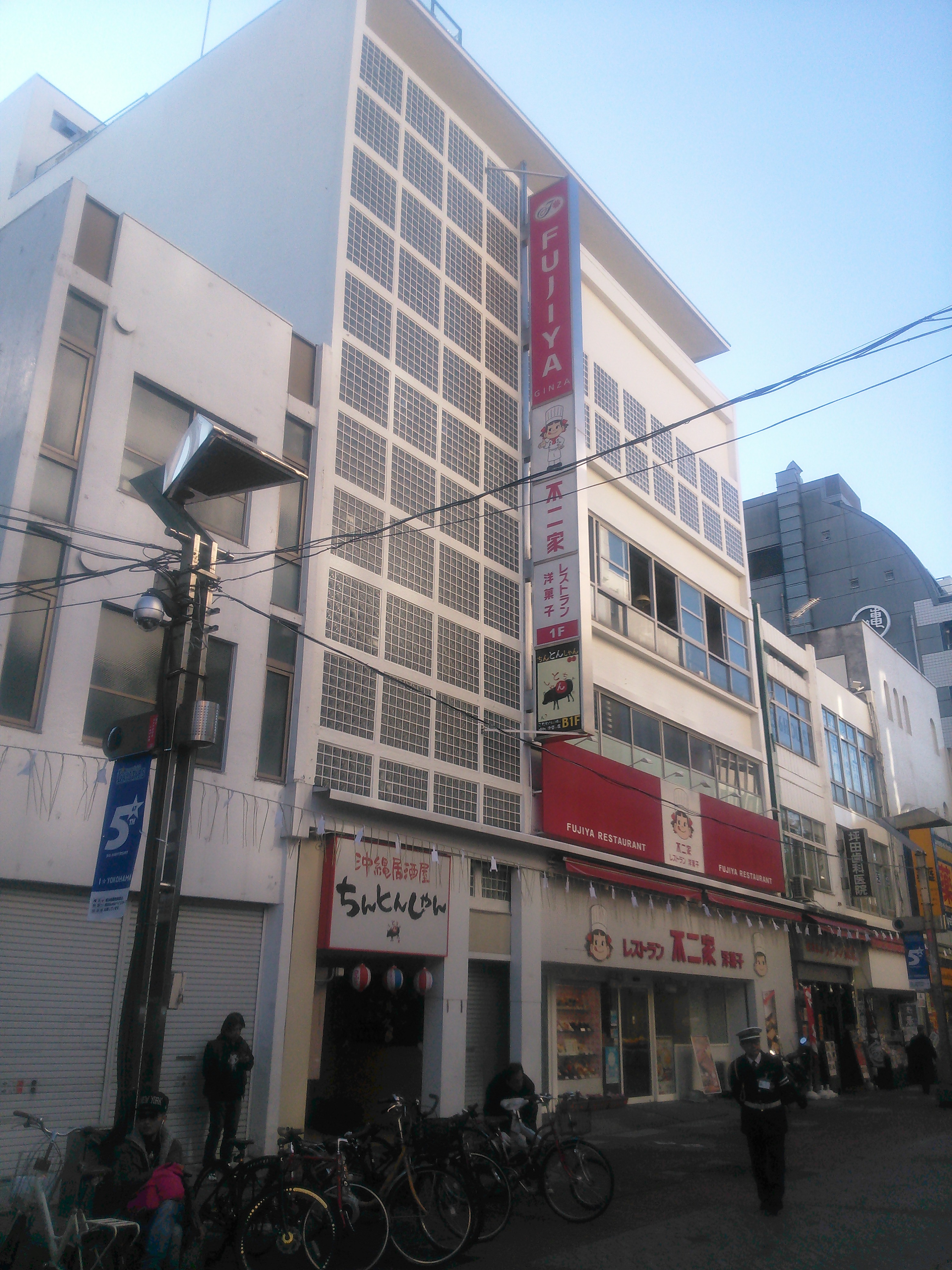
不二家横浜センター店

不二家横浜センター店（ふじやよこはまセンターてん）は、神奈川県横浜市中区伊勢佐木町1丁目にある不二家の店舗。建物老朽化による建て替えの計画があり、2023年（令和5年）8月20日で一時閉店し、同年9月1日から伊勢佐木町商店街の仮設店舗に移転する。

## 歴史
1910年（明治43年）、藤井林右衛門が横浜元町に洋菓子店を開店。1922年（大正11年）に伊勢佐木町店、1923年には東京に銀座店を開設した。当時の伊勢佐木町店は喫茶店として営業していた。しかし、1923年9月1日の関東大震災で3店舗とも焼失した。元町店は再開されなかったが、伊勢佐木町店と銀座店は1924年にバラックで営業再開。1938年（昭和13年）には、伊勢佐木町店の新店舗が再建された。再建以降はレストランとしての営業を始める。
第二次世界大戦後の1948年頃の絵はがきには、米軍に接収されている様子が残る。現在は1階でレストランと洋菓子の販売を行うが、かつては宴会場やビアホール、3階には中華料理店があったとことを示す資料がある（時期不詳）。
不二家は建物の老朽化のため、2023年8月20日で横浜センター店を一時閉店とし、同年9月1日から伊勢佐木町商店街の仮設店舗に移転する。

## 2代目店舗と建て替え
関東大震災による店舗焼失後、1937年（昭和12年）2月に伊勢佐木町に新店舗が建設され、86年間にわたって使用された。
鉄筋コンクリート構造6階建。設計はチェコ出身の建築家アントニン・レーモンド、施工は戸田組。当時使われ始めたガラスブロックをイセザキモールに面した左側に垂直、上部に水平に並べて配置し、左右非対称のデザインを作るとともに、北向きの店内に自然光を採り込む役割も果たす。
2018年度には、DOCOMOMO_JAPAN選定_日本におけるモダン・ムーブメントの建築に選定された。
横浜市内でレーモンドが設計した建築物には、エリスマン邸やKRCビルディングなどがある。
不二家で最も歴史ある店舗となっていたが、老朽化や耐震性などの問題からビルへの建て替えが計画されている。
建て替えでは美術館を併設したビルを新築する。工期は2025年8月着工・2028年7月完成、設計事務所はレーモンド設計事務所。